# هرریتا (بازیکن فوتبال، زاده ۱۹۳۹)
هرریتا (انگلیسی: Herrerita; ۲۷ دسامبر ۱۹۳۹ – ۲۰ نوامبر ۲۰۱۴) بازیکن فوتبال اهل اسپانیا بود.